# OCS (信販)
株式会社OCS（呼称:オークス）とは、沖縄県を営業区域とする金融・信販会社である。
キャッチコピーは、『もっと豊かに、もっと素敵に』。
当項では、事業譲渡が行われる以前の旧:株式会社オークスも合わせて述べる。

## 概要
主力の融資事業は「OCSミリオカード」等のカードローン、ビジネスローン等を取り扱う。信販・カード事業は「オークスVISAカード」を主とするクレジットカード、各種提携カードを発行している。
2006年3月期売上構成は融資事業72%、総合斡旋10%他となっていた。信販会社の中では融資事業の依存度が極めて高く、06年の貸金業法改正を受けた上限金利引き下げや融資総量規制で収益環境が悪化。2008年7月、那覇地方裁判所に民事再生法の適用を申請し、事実上、経営破綻した。
その後、琉球銀行をはじめとした取引金融機関や地元企業等からの支援によって再生計画案をまとめ、2009年2月2日付けで同案を提出、同9日には新会社『株式会社OCS』への事業譲渡許可申請を提出した。そして、同27日の債権者集会において再生計画案が可決されると共に、新会社への事業譲渡許可も認可された。これにより、3月31日に新たなスポンサーのもとで新会社を設立、翌4月1日に旧社から事業を譲り受けて再スタートを切ることとなった。
2015年4月3日、琉銀が株式を追加取得し、完全子会社化した。

## 沿革

### 株式会社オークス(旧社)
- 1972年5月12日 - 沖縄信販株式会社として那覇市牧志に設立。
- 1972年11月 - OCカード会員募集開始。
- 1975年5月 - 本社を那覇市牧志から那覇市天久へ移転。
- 1979年8月 - 本社を那覇市天久から那覇市松山（現在地）へ移転。
- 1981年6月 - 国内信販（現:楽天KC）のオンラインシステムへ接続。
- 1987年7月 - 日本信販（現:三菱UFJニコス）と業務提携。
- 1989年4月 - 初の国際ブランド付きカード、OC-VISAカード発行。
- 1992年5月 - 創立20周年を機にCIを導入し、沖縄信販から株式会社オークスへ変更。
- 2008年6月24日 - 多額の債務超過に陥り、再建計画が発表される[5]。
- 2008年7月14日 - 那覇地方裁判所に民事再生手続開始の申し立て。負債総額は486億円で、沖縄県では有村産業を上回る最悪の倒産となった。
- 2009年2月2日 - 琉球銀行を中心とした新たなスポンサーの元で再生計画案を那覇地裁に提出。
- 2009年2月9日 - 新会社「株式会社OCS」への事業譲渡許可申請を那覇地裁に提出。
- 2009年2月27日 - 再生計画案が可決されると共に、新会社への事業譲渡許可が認可される。

### 株式会社OCS
- 2009年3月31日 - 株式会社オークス（旧）の事業を引き継ぐ目的に、株式会社OCSを設立。
- 2009年4月1日 - 株式会社オークスより事業を譲り受け、営業を開始。
- 2015年4月3日 - 琉球銀行による完全子会社化。